# Annelövs socken
Annelövs socken i Skåne i Onsjö härad,ingick före 1898  med en del i Rönnebergs härad, uppgick 1967 i Landskrona stad, sedan 1971 Landskrona kommun och motsvarar från 2016 Annelövs distrikt.
Socknens areal är 15,08 kvadratkilometer varav 14,91 land. År 2000 fanns här 704 invånare. En del av tätorten Kvärlöv samt tätorten Annelöv med sockenkyrkan Annelövs kyrka ligger i socknen.

## Administrativ historik
Socknen har medeltida ursprung. 
Vid kommunreformen 1862 övergick socknens ansvar för de kyrkliga frågorna till Annelövs församling och för de borgerliga frågorna bildades Annelövs landskommun. Landskommunen uppgick 1952 i Dösjebro landskommun som upplöstes 1967 då denna uppgick i Landskrona stad 1971 ombildad till Landskrona kommun. Församlingen uppgick 2006 i Saxtorp-Annelövs församling som 2010 uppgick i Häljarps församling.
Den 1 januari 2016 inrättades distriktet Annelöv, med samma omfattning som församlingen hade 1999/2000.
Socknen har tillhört län, fögderier, tingslag och domsagor enligt vad som beskrivs i artikeln Onsjö härad. De indelta soldaterna tillhörde Norra skånska infanteriregementet, Onsjö kompani och Skånska husarregementet,  Landskrona skvadron, Landskrona kompani.

## Geografi
Annelövs socken ligger sydost om Landskrona med Saxån i söder. Socknen är odlad slättbygd.

## Fornlämningar
Cirka 15 boplatser från stenåldern är funna. Från bronsåldern finns två gravhögar.

## Namnet
Namnet skrevs omkring 1250 Anundälef och kommer från kyrkbyn. Namnet innehåller mansnamnet Anund och löv, 'arvegods'..